# Yamaha Induction Control System
YICS staat voor Yamaha Induction Control System en is een systeem van motorfietsen.
Dit systeem is ter verbetering van de gasstromen in het inlaatgedeelte, voor het eerst gebruikt op een tweetakt-Yamaha YZM 125 crossmotor bij wedstrijden in Japan in 1980. In hetzelfde jaar reeds doorontwikkeld voor gebruik in viertaktmotoren. YICS werd onder andere gebruikt in de XJ 650 Turbo (1981) en veel modellen vanaf 1982.